# 쿠웨이트 유전 화재
쿠웨이트 유전 화재(Kuwaiti oil fires)는 걸프전 당시 쿠웨이트를 침공한 이라크 군이 퇴각하면서 연합군의 진격을 지연시키기 위한 초토화 작전의 일환으로 쿠웨이트의 유전 935개 중에 751개에 불을 내서 쿠웨이트 전역이 불바다가 되었던 사건이다.

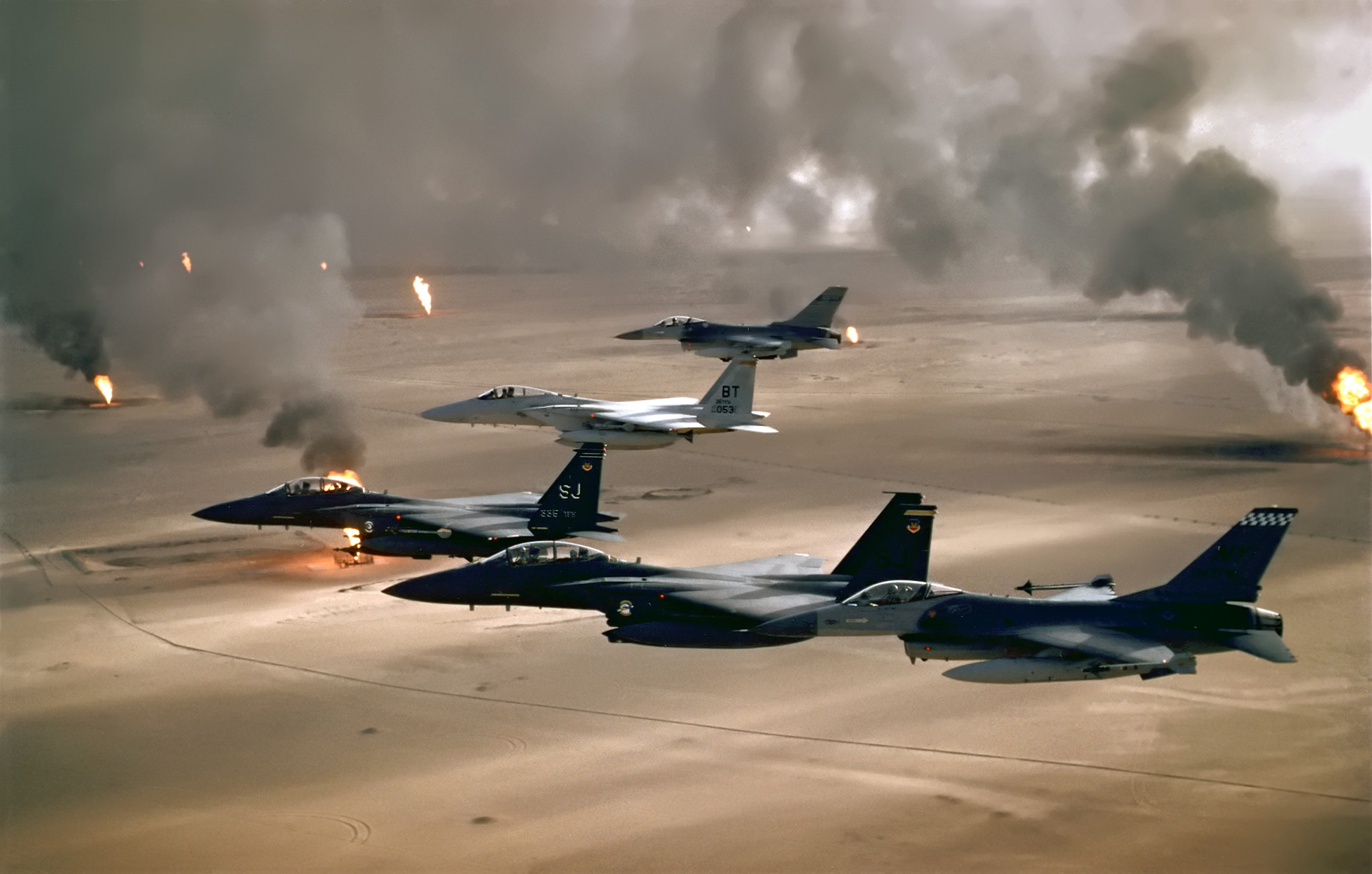
유전 화재 현장을 지나가는 전투기

1991년 1~2월 사이 화재를 내기 시작했으며, 4월초에 첫번째 유전 화재가 진화되었고, 당초 유전 화재 기술을 가진 회사들이 모두 동원되어도 진화에 2~3년이 걸릴 것이라고 예상되었으나, 소화 경험이 쌓이고 장비가 개선되면서 8개월만인 1991년 11월 6일 모두 진화되었다.

## 진화
유전의 화재는 내부 분출 압력이 해소돼서 자연적으로 진화될 때까지 2~3년 정도 걸릴 것으로 예상되었다.
유전 화재 진화 기술을 가진 4개 회사가 처음부터 진화에 투입되어서 180개 정도를 진화하였고 다른 회사들도 진화에 참여하였다.
쿠웨이트는 진화에 필요한 물을 확보하기 위해서 유전에서 걸프만으로 연결된 송유관을 통해서 바닷물을 화재 현장으로 끌어들였다.
초기에는 7~10일에 한 곳 정도가 진화되었으나, 화재 현장 주변의 지뢰가 제거되고 소화 경험이 쌓이면서 하루에 2개 이상이 진화되었다.
당시 만들어진 장비 중에는 소련제 T-34 전차에 미그 21기 엔진을 장착한 Big Wind도 있었다. 화재 장소에 엄청난 물을 뿌려서 주변 온도를 발화점 이하로 낮춰서 진화 시간을 단축하는데 큰 역할을 했고, 43일에 9곳의 화재를 진화하였다.
또 다른 방식으로는 다이너마이트 같은 폭탄을 화재 현장에 터트려 순간적으로 진공 상태를 만들어 화재를 진압하는 방식도 사용되었다.
진화 과정은 1992년 다큐멘터리 "Fires of Kuwait"로 만들어졌다.

## 같이 보기
- 전쟁이 환경에 미치는 영향